# Partido de Bolívar
Bolívar es uno de los 135 partidos de la provincia argentina de Buenos Aires. Fue bautizado así en honor al libertador Simón Bolívar y su cabecera es la ciudad de San Carlos de Bolívar.
Limita al norte con los partidos de Carlos Casares, 9 de Julio e Hipólito Yrigoyen, al sur con los partidos de Olavarría y Tapalqué, al este con 25 de Mayo y General Alvear y al oeste con Daireaux.

## Historia
El conflicto con los pueblos originarios se llevó a cabo de diversas maneras. A pesar de las múltiples resistencias organizadas que llevaron a cabo los Caciques de la zona, como Calfucurá, los últimos años de libertad de los pueblos se vieron enturbiados por una serie de complejas alianzas y pujas políticas que prometían la paz, pero que fueron traicionadas por el Estado argentino. Luego de una de las batallas más sanguinarias de la historia de la pampa, la batalla de San Carlos, donde los pueblos originarios fueron engañados para enfrentarse entre sí, surge el proyecto de la fundación de lo que actualmente se conoce como San Carlos de Bolívar.
Los intereses económicos que controlaban al estado argentino, pretendían trasladar las fronteras sobre las tierras que ancestralmente pertenecen a los pueblos originarios. Para justificar este accionar, el estado argentino adoptó posturas racistas y eurocentristas, pretendiendo reducir a los habitantes de estas tierras a simples "animales" que debían ser exterminados. Una vez finalizada la campaña al "desierto", que de inhabitado no tenía nada, las tierras fueron repartidas entre quienes financiaron el genocidio, comerciantes extranjeros, históricamente ricos, se hicieron con las tierras donde vivieron comunidades enteras desde hace cientos de años.
La etimología de tales nombres surge teniendo en cuenta, el de su ciudad cabecera (San Carlos), tomando como referencia el fortín que existía al momento de la fundación, ubicado a una distancia de 17 kilómetros del actual centro de la ciudad. El Partido lleva tal nombre (Bolívar) en homenaje al libertador Simón Bolívar.
En la decisión de fundar un pueblo en las inmediaciones de San Carlos mucho tuvo que ver el Dr. Adolfo Alsina al asumir en 1874 a la Cartera de Guerra y Marina del gobierno de Avellaneda. Alsina, en una carta que le envía al entonces gobernador bonaerense Carlos Casares, le indica que debido a “la circunstancia de hallarse San Carlos y Lavalle sobre caminos a tener, con el tiempo, una gran importancia presente, dan como muy fundada la esperanza de que en breve serán cabezas de partidos ricos y florecientes”.
El 27 de agosto de 1877, el gobernador bonaerense elevó al Poder Legislativo un proyecto de ley disponiendo la creación de un nuevo partido bajo la denominación de Bolívar y de su cabecera que se llamaría San Carlos, en el lugar que ocupaba el fuerte del mismo nombre.
El proyecto es aprobado en ambas cámaras, y finalmente el 26 de octubre de 1877 la Ley es promulgada por el gobernador Carlos Casares.
El decreto reglamentario estipulaba en sus distintos puntos que el agrimensor Rafael Hernández tendría a su cargo la ubicación del pueblo, su delineación y el amojonamiento de manzanas, chacras y solares. También determinaba el nombramiento de una comisión integrada por Martín Barraondo, Miguel Villaraza y Marcelino Davel, para que asociados al juez de Paz Victorio Abrego, a quien se da comisión al efecto, intervenga en cuanto fuere necesario para dar entero cumplimiento a la citada Ley y al decreto correspondiente.
El 30 de enero de 1878 partió desde 25 de Mayo la caravana fundadora. Junto a la comisión mencionada y al agrimensor Hernández, integraban la caravana tres ayudantes del profesional, veinte soldados a cargo del comisario Pedro Duval y algunos vecinos que se transformarían en los primeros pobladores.
El 3 de febrero acamparon en la laguna de Pichicarhue, cercana al fortín San Carlos. Desde el primer momento Rafael Hernández comenzó con el relevamiento del terreno a efectos de determinar la ubicación del pueblo.
Debido a que se descubrió que las tierras en que estaba emplazado el fortín y las que lo rodeaban eran de propiedad privada, el agrimensor debió dirigirse a Buenos Aires, solicitando nuevas instrucciones. Estas indicaron que, ante la dificultad surgida, se efectuara la ubicación del pueblo en terrenos fiscales, aunque estuvieran situados a mayor distancia del fortín.
A partir de haber encontrado los mojones que marcaban las propiedades privadas, Hernández se dedicó a explorar los campos fiscales que se extendían al sur de la delimitación. La búsqueda y el análisis del terreno continuaron hasta el 2 de marzo, cuando se determinó el punto exacto alrededor del cual se construiría los que hoy es la ciudad.
La lluvia impidió el comienzo de los trabajos hasta el 8 de marzo, día en el que se trazaron las líneas necesarias, a partir de las cuales se realizaría el trazado definitivo.

## Demografía
| Población | 2.055 | 9.558    | 25.204   | 36.170  | 33.973 | 33.029 | 33.078 | 32.757 | 32.442 | 34.190 | 37.592 |
| Variación | -     | +365,10% | +163,69% | +43,50% | -6,07% | -2,77% | +0,14% | -0,97% | -0,96% | +5,38% | +10,0% |

### Estructura
Según el censo 2022 la población total es de 37 592 personas, repartidas en 
19 529 mujeres y 18 063 hombres, con un índice de masculinidad de 92,5 hombres por cada 100 mujeres. 
La edad mediana de la población es de 36 años (38 años entre las mujeres y 35 años entre los hombres).
El 17,1% de la población tiene más de 65 años (frente al 17,3% en 2010), y el 4,5% de la población tiene más de 80 años (frente al 4,8% en 2010)

### Salud y educación
El 70,2% de la población tiene al menos un tipo de cobertura de salud. 
Unas 11 146 personas asisten a algún tipo de establecimiento educativo de cualquier nivel y unas 4 641 personas tienen un título terciario o superior (18,8% sobre el total de la población instruida). La tasa de alfabetización es del 99,8

### Migraciones
De las personas residentes en el partido, unas 3 802 (10,1% del total de población) nacieron en otra provincia, y unas  582 (1,5% del total de población) lo hicieron fuera del país, siendo los grupos de inmigrantes más numerosos los provenientes de:
- Paraguay: 191 personas
- Bolivia: 35 personas
- Perú: 32 personas
- Uruguay: 32 personas
- Chile: 20 personas

### Hogares
En el partido hay un total de 17 561 viviendas  y 14 802 hogares. 
En cuanto al régimen de tenencia y regularidad de la propiedad de las viviendas, el 62,3% es propia, el 22,5% es alquilada, el 9,1% es cedida o prestada, y el resto se encuentra en otra situación.
Sobre el total de hogares, 13 562 (91,6% del total) tiene acceso a red pública de agua corriente, 11 541 (77,9% del total) tiene desagüe y descarga a red pública cloacal, 9 604 (64,9% del total) tiene acceso a red pública de gas, y 10 920 (73,7% del total) tiene acceso a red de internet en la vivienda. 

## Intendentes municipales
| Intendente                | Mandato                                           | Partido | Partido | Alianza | Alianza | Elecciones |
| ------------------------- | ------------------------------------------------- | ------- | ------- | ------- | ------- | ---------- |
| Carlos Barrio             | 1962 - 30 de junio de 1966                        |         | UCR     |         | —       | 1962       |
| Jorge Manuel De la Serna  | 30 de junio de 1966 - 25 de mayo de 1973          |         | Ind.    |         | —       | De facto   |
| Francisco Andrés Ravassi  | 25 de mayo de 1973 - 24 de marzo de 1976          |         | UCR     |         | —       | 1973       |
| Félix Agustín Bereciartúa | 22 de abril de 1976 - 1982                        |         | Ind.    |         | —       | De facto   |
| Roberto Eberhard          | 1982 - 10 de diciembre de 1983                    |         | Ind.    |         | —       | De facto   |
| Eulogio Alfredo Carretero | 10 de diciembre de 1983 - 10 de diciembre de 1987 |         | UCR     |         | —       | 1983       |
| Julio César Ruiz          | 10 de diciembre de 1987 - 10 de diciembre de 1991 |         | UCR     | 1987    | —       |            |
| Juan Carlos Reina         | 10 de diciembre de 1991 - 10 de diciembre de 1995 |         | PJ      |         | FREJUFE | 1991       |
| Juan Carlos Simón         | 10 de diciembre de 1995 - 10 de diciembre de 1999 |         | UCR     |         | —       | 1995       |
| Juan Carlos Simón         | 10 de diciembre de 1999 - 10 de diciembre de 2003 |         | UCR     | Alianza | 1999    |            |
| Juan Carlos Simón         | 10 de diciembre de 2003 - 10 de diciembre de 2007 |         | UCR     | —       | 2003    |            |
| Juan Carlos Simón         | 10 de diciembre de 2007 - 10 de diciembre de 2009 | 2007    | UCR     | —       |         |            |
| José Gabriel Erreca       | 10 de diciembre de 2009 - 10 de diciembre de 2011 | 2007    |         | —       | UCR     |            |
| Eduardo Luján Bucca       | 10 de diciembre de 2011 - 10 de diciembre de 2015 |         | PJ      |         | FPV     | 2011       |
| Eduardo Luján Bucca       | 10 de diciembre de 2015 - 10 de diciembre de 2017 | 2015    | PJ      |         | FPV     |            |
| Marcos Emilio Pisano      | 10 de diciembre de 2017 - 10 de diciembre de 2019 | 2015    |         | PJ      |         | UC         |
| Marcos Emilio Pisano      | 10 de diciembre de 2019 - 10 de diciembre de 2023 |         | FdT     | PJ      | 2019    |            |
| Marcos Emilio Pisano      | 10 de diciembre de 2023 - En el cargo             |         | UP      | PJ      | 2023    |            |

1. ↑  Destituido por la Revolución Libertadora.
2. ↑  Destituido por el Proceso de Reorganización Nacional.
3. ↑  Renunció para asumir como senador provincial.
4. ↑  Renunció para asumir como diputado nacional.

## Localidades
- San Carlos de Bolívar (cabecera)
- Urdampilleta
- Pirovano
- Hale
- Juan F. Ibarra
- Paula (Est. La Paula)
- Mariano Unzué
- Villa Lynch Pueyrredón
- Vallimanca
- Paraje Villa Sanz